# Haarlem Zuid-West
Haarlem Zuid-West is een stadsdeel van de Nederlandse gemeente Haarlem, met zo'n 34.500 inwoners. Het stadsdeel bestaat uit 4 wijken ten zuiden en ten westen van de Haarlemse binnenstad.

## Wijken

### Zijlwegkwartier
Gelijk ten westen van het centrum ligt het Zijlwegkwartier, een wijk met zowel herenhuizen als straten met arbeiderswoningen.
Hier ligt onder andere de laat-19e-eeuwse arbeidersbuurt, de Leidsebuurt. In deze buurt, die tussen de Leidsevaart en de spoorbaan naar Leiden in ligt, staan nog een groot deel van de oorspronkelijke bebouwing overeind. Ten zuiden van deze buurt werd eind 19e eeuw begonnen met de bouw van de Kathedraal St. Bavo.

### Haarlemmerhoutkwartier
Ten zuiden van het centrum ligt het Haarlemmerhoutkwartier waar zich het stadsbos de Haarlemmerhout bevindt. Langs dit stadsbos liggen de Dreef, Villa Dreefzicht en het 18e-eeuwse neoclassicistische Paviljoen Welgelegen, dat thans deel uitmaakt van het provinciehuis van Noord-Holland. Welgelegen werd gebouwd door bankier Henry Hope en werd tijdens de Franse tijd bewoond door Lodewijk Napoleon. Rondom het park liggen de buurten; Florapark, Koninginnebuurt, Welgelegen, Bosch en Vaart en Zuiderhout de duurste buurten van de stad. Veel van de vroeg-20e-eeuwse villa's zijn nu in gebruik als kantoorpand. Ingeklemd tussen het centrum, het Spaarne en de Haarlemmerhout ligt het Rozenprieel, een laat-19e-eeuwse arbeidersbuurt. Veel van de oude woningen in de buurt zijn gedurende de laatste decennia gesloopt en vervangen door nieuwbouw. In 2010 is de bouw van een groot aantal nieuwbouw appartementen afgerond, deze zijn gebouwd op het terrein waar vroeger de Mariastichting zich bevond. De Hoge Hout staat te midden van deze nieuwbouw en is een opvallende verschijning en is van grote afstand te zien.

### Houtvaartkwartier
Tussen de spoorbaan naar Leiden en de Houtvaart in ligt het Houtvaartkwartier met onder andere het uit 1927 daterende openluchtzwembad De Houtvaart. Hier werd tijdens de Olympische Zomerspelen van 1928 die in Amsterdam werden gehouden, trainde hier de Amerikaanse zwemploeg.
In het zuidwestelijkste puntje van deze wijk en Haarlem staat Haarlem-Hoog, een van de eerste en hoogste flatgebouwen van de stad. Het is een van de weinige flats in dit stadsdeel dat vooral wordt gedomineerd door eengezinswoningen.

### Duinwijk
Aan de westrand van Haarlem en ten westen van de Westelijke Randweg ligt Duinwijk. Hier liggen de aan de duinen grenzend het Westelijk Tuinbouwgebied, het Ramplaankwartier, de Bloemenbuurt, Oosterduin en Veldzigt. Het Westelijk Tuinbouwgebied is een van de weinige resterende landbouwgronden binnen de gemeente.

## Spoorzone West
De Spoorzone West is een ontwikkelzone aangewezen door de gemeente. De zone is gelegen langs de spoorlijn naar Leiden in het Houtvaartkwartier. In dit gebied staan zo'n 1800 a 2100 woningen gepland, waarvan 600 in Plaza West. Het gebied strekt zich uit van Plaza West aan de Westergracht tot aan de bocht van de Westelijke Randweg nabij Haarlem-Hoog. het gebied wordt in het westen begrensd door de spoorlijn Haarlem-Leiden en in het oosten door de Stephesonstraat. Zo is hier onder andere al nieuwbouwbuurt de Remise verschenen, Op het voormalig terrein van de NZH.

### Plaza West
Plan Plaza West, is gelegen op het voormalige Expeditie Knoop Punt van Haarlem aan de Menno Simonszweg bij de Westergracht. Er worden hier gefaseerd ongeveer 600 woningen geraliseerd, grotendeels nieuwbouw en deels ombouw van de verdiepingen in de bestaande bebouwing langs het spoor.
Centrum ·
Noord ·
Oost ·
Schalkwijk ·
Zuid-West